# تشيريبانوفو
تشيريبانوفو (بالروسية: Черепаново) هي إحدى مدن روسيا في الكيان الفدرالي الروسي نوفوسيبيرسك أوبلاست.